# Сенино (Талдомский городской округ)
Сенино — деревня в Талдомском районе Московской области России, входит в состав сельского поселения Ермолинское. Население — 5 чел. (2010).

## География
Расположена на севере Московской области, в восточной части Талдомского района, рядом с впадающей в Угличское водохранилище рекой Хотчей, примерно в 19 км к северо-востоку от центра города Талдома, с которым связана прямым автобусным сообщением. Ближайшие населённые пункты — деревни Бучево и Фоминское. Западнее деревни находится участок «Апсаревское урочище» государственного природного заказника «Журавлиная родина».

## Население
| 1859 | 1888 | 1926 | 2002 | 2006 | 2010 |
| ---- | ---- | ---- | ---- | ---- | ---- |
| 48   | ↗167 | ↘125 | ↘1   | ↘0   | ↗5   |

## История
В «Списке населённых мест» 1862 года — владельческая деревня 2-го стана Калязинского уезда Тверской губернии между Дмитровским и Углицко-Московским трактами, в 47 верстах от уездного города и 13 верстах от становой квартиры, при колодце, с 5 дворами и 48 жителями (21 мужчина, 27 женщин).
По данным 1888 года входила в состав Семёновской волости Калязинского уезда, проживало 167 человек (85 мужчин, 82 женщины).
По материалам Всесоюзной переписи населения 1926 года — деревня Бучевского сельского совета Семёновской волости Ленинского уезда Московской губернии, в 11,7 км от шоссе Углич — Сергиев и 14,9 км от станции Талдом Савёловской дороги, проживало 125 жителей (58 мужчин, 67 женщин), насчитывалось 30 хозяйства, из которых 25 крестьянских.
С 1929 года — населённый пункт в составе Ленинского района Кимрского округа Московской области.
Постановлением ЦИК и СНК от 23 июля 1930 года округа как административно-территориальные единицы были ликвидированы. Постановлением Президиума ВЦИК от 27 декабря 1930 года городу Ленинску было возвращено историческое наименование Талдом, а район был переименован в Талдомский.
1930—1936 гг. — деревня Бучевского сельсовета Талдомского района.
1936—1954 гг. — деревня Жизнеевского сельсовета Талдомского района.
1954—1963, 1965—1994 гг. — деревня Ермолинского сельсовета Талдомского района.
1963—1965 гг. — деревня Ермолинского сельсовета Дмитровского укрупнённого сельского района.
1994—2006 гг. — деревня Ермолинского сельского округа Талдомского района.
С 2006 г. — деревня сельского поселения Ермолинское Талдомского муниципального района Московской области.